# Lester Horton
Lester Horton (Indianápolis, 23 de enero de 1906 - Los Ángeles, 2 de noviembre de 1953) fue un bailarín, coreógrafo, teórico y profesor de danza moderna, y director de compañía estadounidense.
Estudió danza clásica con Adolph Bolmir, pero sufrió varias influencias, desde el actor japonés Michio Itō hasta las danzas de los pieles rojas, que le hicieron interesarse por la etnografía de los pueblos indígenas de Norteamérica, y el folclore africano y oriental. En 1934 formó el grupo Lester Horton Dancers, con la que se actuó varias temporadas por la Costa Oeste y también en Nueva York, además de en el Jacob Pillow Festival. En 1948 abrió un teatro en Los Ángeles.
Horton, consta entre los maestros y fundadores de la escuela americana, los cánones de los que crearon una orientación pedagógica y formado alumnos que se expresan en el nuevo lenguaje de la danza moderna, entre los que cabe citar a Carmen de Lavallade, Bella Lewitzky, Alvin Ailey o Joyce Trisler.